# هيساشيجي تاناكا
هيساشيجي تاناكا (田中 久重؛ 16 أكتوبر 1799 – 7 نوفمبر 1881) كان رجل أعمال ياباني، مخترعًا، مهندسًا ميكانيكيًا، وعالما في حركة الرانغاكو (الدراسات الغربية)، وبرز في أواخر فترة الباكوماتسو وبداية فترة ميجي في اليابان. في عام 1875، أسس الشركة التي أصبحت فيما بعد شركة توشيبا. لُقب بـ "توماس إديسون اليابان"، نظرًا لإسهاماته الكبيرة في الاختراعات والهندسة الميكانيكية.

## تاريخه
وُلد تانكا في كورومي، بمقاطعة تشيكوغو (التي تُعرف اليوم بمحافظة فوكوكا)، وكان الابن الأكبر لصانع حرفي متخصص في مشغولات أصداف السلاحف. تدرب على الحِرفة في سن مبكرة، وأظهر موهبة استثنائية في الصناعات اليدوية. في سن الرابعة عشرة، اخترع نولًا قادرًا على نسج تصاميم معقدة داخل الأقمشة.
ابتداءً من سن العشرين، بدأ تاناكا هيساشيجي في صناعة دمى الكاراكوري، وهي دمى آلية تعمل بآليات معقدة تعتمد على النوابض والهواء المضغوط والماء.  كانت دماه قادرة على تنفيذ حركات معقدة نسبيًا, فقد لقيت هذه الدمى رواجًا كبيرًا لدى علية القوم في اليابان، والأمراء الإقطاعيين، وكذلك في بلاط الشوغون في إيدو. في الحادية والعشرين من عمره، صار يعرض دماه ذات آليات التوقيت الذاتي في المهرجانات بمختلف أرجاء اليابان. رفض تاناكا هيساشيجي أن يخلف والده في تجارة العائلة، وتنازل عن هذا الدور لأخيه الأصغر متفرغًا كليًا لفن صناعة الدمى. غالبًا ما يُقال إن أعظم ما أبدعه من هذه الدمى هما:
- دمية رامِي السهام،
- دمية كاتبة الحروف.

في منتصف الثلاثينيات من عمره، بدأ يتطلع إلى اختراع منتجات ذات فائدة عملية مباشرة. فانتقل في عام 1834 إلى أوساكا حيث أجرى تجارب في مجالي الهوائيات وعلم حركة السوائل، وطوّر أشكالًا مختلفة من وسائل الإنارة تعتمد على زيت السلجم. من أشهر ابتكاراته في هذا المجال شمعدان جيبي ومصباح زيتي مزود بمضخة هوائية لضغط الوقود، وقد لقي هذا الأخير رواجًا واسعًا.
انتقل لاحقا إلى كيوتو حيث درس الرانغاكو، أي العلوم الغربية، بالإضافة إلى علم الفلك. اخترع مضخة إطفاء حرائق تعمل بالهواء المضغوط، وفي عام 1851 صنع ساعة الألف عام، وهي ساعة معقدة وفريدة من نوعها أصبحت اليوم مصنفة ضمن الممتلكات الثقافية الهامة لدى الحكومة اليابانية.
مع تصاعد حركة تدعو لإجلال الإمبراطور ولطرد الأجانب، أصبح الجو في كيوتو معاديًا على نحو متزايد لكل ما هو أجنبي من تأثيرات وتقنيات. في هذا السياق، دُعي تاناكا من قِبل سانو تسونيتامي إلى إقطاعية ساغا في جزيرة كيوشو، حيث استقبله الحاكم الإقطاعي نابشيما ناوماسا بحفاوة.
أثناء إقامته في ساغا، صمّم وبنى أول قاطرة بخارية وسفينة حربية بخارية تُصنع محليًا في اليابان. ورغم أنه لم تكن لديه خبرة سابقة في هذا المجال، إلا أنه اعتمد على كتاب مرجعي هولندي، بالإضافة إلى مشاهدته عرضًا لمحرك بخاري قدّمه الدبلوماسي الروسي يفيم بوتياتين خلال زيارته لناغاساكي سنة 1853. التحق لاحقًا بمركز ناغاساكي للتدريب البحري. بعد إغلاق هذا المركز ورحيل مستشاريه الهولنديين، عاد تاناكا إلى ساغا، حيث عمل في مصلحة الصهر والتصنيع "سيرينكاتا"، وهناك صنع نماذج لسفن حربية بخارية مزودة بالمراوح الجانبية واللولبية، كما صنع نموذجًا لقاطرة بخارية، وجرّب صناعة المُبْرِقَة وأسّس مصنعًا للزجاج.
شارك في بناء فرن عاكس في ساغا لصناعة الأسلحة. وفي عام 1864، عاد إلى موطنه الأصلي في إقطاعية كورومه، حيث أسهم في تطوير الأسلحة الحديثة.
في عام 1873، وبعد ست سنوات من استعراش مييجي للسلطة، دُعي تاناكا، وكان يبلغ من العمر آنذاك 74 عامًا ولا يزال مفعمًا بالحيوية، من قبل وزارة الصناعة إلى طوكيو لصناعة أجهزة إبراق في مصنع صغير تابع للوزارة. في عام 1875، انتقل إلى حي غينزا، حيث استأجر الطابق الثاني من معبد في المنطقة المعروفة اليوم بروبونغي، وحوله إلى ورشة تطورت لاحقًا إلى شركته الأولى: "مصنع تاناكا الهندسي" (تاناكا سيساكوشو)، الذي كان أول مصنع في اليابان لصناعة معدات الإبراق. 
في عام 1904، بعد وفاة تاناكا، تغير اسم الشركة إلى مصنع شيباورا الهندسي (芝浦製造所، شيباورا سيزوشو). وفي عام 1939، بعد دمجها مع شركة طوكيو للكهرباء، أصبحت الشركة تعرف باسم طوكيو شيباورا للكهرباء، والمعروفة اليوم أكثر باسم توشيبا.